# Nagyigmánd
Nagyigmánd là một làng thuộc hạt Komárom-Esztergom, Hungary. Làng này có diện tích 51,39 km², dân số năm 2010 là 2985 người, mật độ 58 người/km².